# Кашина Трека (Кремона)
Кашина Трека је насеље у Италији у округу Кремона, региону Ломбардија.
Према процени из 2011. у насељу је живело 28 становника. Насеље се налази на надморској висини од 63 м.